# Keep Them Confused
Keep Them Confused – ósmy studyjny album punkrockowego zespołu No Use for a Name. Wydany został 14 czerwca 2005 roku. Na płycie tej znajduje się piosenka „For Fiona”, do której nakręcono teledysk.

## Lista utworów
1. „Part Two” – 3:35
2. „There Will Be Revenge” – 2:42
3. „For Fiona” – 2:41
4. „Check for a Pulse” – 2:36
5. „Divine Let Down” – 1:41
6. „Black Box” – 2:50
7. „Bullets” – 2:27
8. „Failing Is Easier (Part Three)” – 0:41
9. „Apparition” – 3:18
10. „It’s Tragic” – 3:24
11. „Killing Time” – 2:58
12. „Slowly Fading Fast” – 3:10
13. „Overdue” – 3:14

## Skład zespołu
Tony Sly – wokal, gitara

Dave Nassie – gitara

Matt Riddle – bas, wokal, syntezator

Rory Koff – perkusja

## Pozostały personel
Frédéric Cirou – fotografie

Alan Giana – rysunek okładki

Ryan Greene – instrumenty perkusyjne, produkcja

Brad Vance – mastering

Winni Wintermeyer – projekt okładki, fotografie

## Listy przebojów
Album Keep Them Confused
| Rok  | Zestawienie            | Pozycja |
| ---- | ---------------------- | ------- |
| 2005 | Top Independent Albums | 44      |
| 2005 | Heatseekers            | 32      |